# Patrick O’Flynn
Patrick James O’Flynn (ur. 29 sierpnia 1965 w Cambridge, zm. 20 maja 2025) – brytyjski dziennikarz i komentator polityczny, szef działu komentarzy politycznych w tabloidzie „Daily Express”, poseł do Parlamentu Europejskiego VIII kadencji.

## Życiorys
Studiował na University of Cambridge. Zawodowo związał się z dziennikarstwem. Pracował kolejno w „Hull Daily Mail” (1989–1992), „Birmingham Post” (1992–1996) i „Sunday Express” (1996–1997). Dołączył następnie do działu politycznego „Daily Express”, gdzie w 2005 objął stanowisko szefa działu komentarzy politycznych.
W 2013 zdecydował się zaangażować w działalność polityczną. Związał się z Partią Niepodległości Zjednoczonego Królestwa, zajął pierwsze miejsce na jednej z list regionalnych tego ugrupowania w wyborach europejskich w 2014, wyprzedzając na niej deputowanego Stuarta Agnew. W głosowaniu z 22 maja 2014 uzyskał mandat eurodeputowanego VIII kadencji, który wykonywał do 2019. W 2018 opuścił UKIP, dołączając do Social Democratic Party.